# 2019冠狀病毒病日本行政應對
2019冠狀病毒病日本行政應對，介紹日本針對新型冠狀病毒感染症（COVID-19）疫情的行政應對措施等。

## 政府
因應中國武漢市爆發新型冠狀病毒疫情並擴散，日本政府有以下應對。

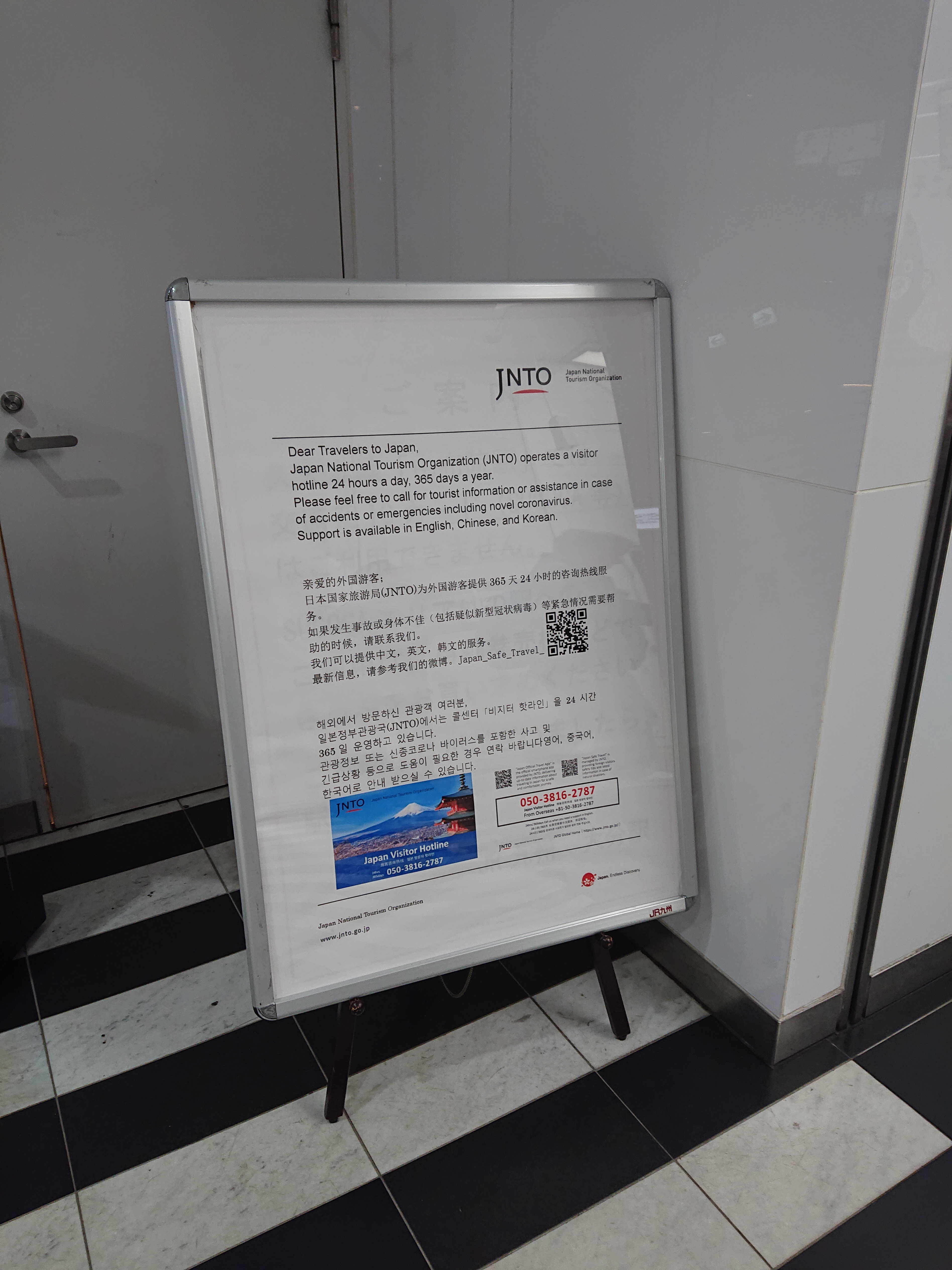
国土交通省觀光廳透過日本觀光振興協会，向訪日旅客介紹COVID-19諮詢熱線（JR大分站）。

### 政府經濟對策
政府在2020年預算通過後，2度透過補充預算支援經濟。

#### 第1次補充預算
4月30日，第1次補充預算案通過。除執政党外，立憲、国民、日本維新会、共產、社民等党派亦投票贊成，令和新選組則投票反對。一般会計支出總額為25兆6914億日圓，是歷史上支出最多的補充預算。當中包括向所有国民一律派發10万日圓的特別定額給付金等。
當局並考慮透過折扣券，由国家承擔消費者外出食飯及旅行時支付的部分費用，並考慮對高齡者設定更高的補助率，進一步促進消費。
4月7日，政府發出緊急事態宣言，並決定推出相當於108兆日圓的緊急經濟對策。4月20日，內閣會議重新敲定經濟對策方案，加入10万日圓派發政策，總額擴大至相當於117兆日圓。方案中包含2019年12月通過的經濟對策中未執行部分（19.8兆日圓），以及暫緩徵收税費、社会保險費（26兆日圓）。被問及經濟對策中直接有用的真水部分金額有多少，菅官房長官回答稱「知道真水沒有明確定義，不過（方案的）財政支出有39兆日圓」。
国民民主党代表玉木雄一郎批評，政府的經濟政策「像是用膨鬆劑膨鬆出來的經濟對策」。上武大学經濟学教授田中秀臣認為，應對方案中「維持日本經濟生命線的直接有用部分，不到所需金額的一半」。自民党議員聯盟「日本未来思考學習会」得到50多名年輕議員贊同後，向總理大臣官邸及党本部建議實行「0消費税」「投入相當於30兆日圓的直接有用部份」等政策，議員聯盟代表安藤裕公開批評當局，認為政府應對「打分的話，100分滿分得10分」，「只能提出這種經濟對策是沒有資格做執政党」。安藤稱，他向党幹部的某議員進言「若無損失補償、毛利補償，會有公司倒閉」，獲回覆「這都撐不過去的公司就讓他倒閉」。在自由民主党政務調查会上，有年輕議員主張「應發放停業補償」，不過在場人士大部分均認為「不勞動者不得食」，支持新自由主義自我責任論，幾乎無人贊同提議。
第1次補充預算案執行時有較大延遲，與美国等海外國家比較亦不算快。

#### 派發10万日圓
4月16日，內閣總理大臣安倍晋三表示考慮向每位国民一律派發10万日圓，作為經濟對策的一環，改變原先的「向收入減少的家庭派發30万日圓」政策，令補充預算案尚未提交至国会就要修改。4月17日，安倍首相在記者会上致歉，稱「因我自己的責任，令到大家混乱，願意由衷道歉」。北海道東川町在政策通過前先行發放現金。

#### 持續化給付金
持續化給付金的業務以769億日圓委託給「服務設計推進協議會」後，協議會又以749億日圓委託給電通處理。在野党質疑，再委託令中間的處理費用增加是有問題。電通及後以645億日圓，將業務外判至5間集團企業。
6月1日，在野党議員訪問「服務設計推進協議會」，無人應答。在野党質疑協議会是否為空殼公司。除服務設計推進協議会外，參加招標的公司還有Deloitte Tohmatsu Financial Advisory，在野党要求公開Deloitte的投標金額，被政府拒絕。

#### 第2次補充預算
5月27日，政府內閣會議敲定第2次補充預算案。約117兆日圓的總額中，「真水」部分為計入国費等的33兆日圓。
6月12日，第2次補充預算通過。除自民党、公明党外，立憲民主党、国民民主党等組成的在野党共同会派亦投票贊成。一般会計支出總額為31兆9114億日圓，是歷史上支出最多的補充予算。
預算的預備費有10兆日圓，亦是史上最多。由於預備費多到史無前例，執政及在野党中均出現質疑聲音。不僅在野党人士質疑，有自民党議員亦表示擔心，認為「違反財政民主主義」。

### 緊急事態宣言
- 2020年3月30日，對於坊間流傳，政府會因應疫情，於4月1日發出緊急事態宣言，自由民主黨總裁安倍晉三在自民党役員会上否認傳言，指「完全沒有這種事，必須注意這些虛假訊息及假新聞」。安倍並提及「有虛假訊息流傳，說後天會發出緊急事態宣言，甚至頒布戒嚴令」。官房長官菅義偉被問及會否對東京都發出緊急事態宣言時，稱「現在還能勉強維持。有關緊急事態宣言，需要綜合多方面的專業意見，慎重判断」[25]。
- 3月31日，東京都知事小池百合子與安倍晉三在總理大臣官邸会談，討論防疫政策。小池知事會見傳媒時，指「緊急事態宣言是由国家決定，需要由国家判断」[26]。
- 4月8日，依修例後的新型流行性感冒對策特別措置法，於7日對東京、神奈川、埼玉、千葉、大阪、兵庫、福岡等7個都府縣發出的「緊急事態宣言」在官報公示，正式生效。東京都等地開始避免外出，百貨公司陸續暫停營業，商業地區人烟稀少。宣言於5月6日前有效，為期1個月[27]。
- 4月17日，當局擔心感染逐漸由都市區擴散至地方，於16日發出全国緊急事態宣言。確診個案較少地區的民眾對此看法不一，有人認為「為何有我們縣」，有人則認為「為控制疫情，是有必要」。至於7日起列入宣言的7個都府縣，就和每日確診個案增長程度相似，医療体制受壓的北海道、茨城、石川、岐阜、愛知、京都等6個道府縣，共13個都道府縣一起成為「特定警戒都道府縣」。當中，北海道已於2月28日及4月12日，愛知縣已於4月10日自行發出緊急事態宣言。4月20日，不屬於「特定警戒都道府縣」的沖繩縣亦自行發出縣的緊急事態宣言[28]。
- 4月25日，政府內部傾向認為，難以於5月6日全面解除因應疫情發出的緊急事態宣言，不少聲音指「特定警戒都道府縣」疫情未見受控，「難以考慮解除」。政府將於5月初做出最後決定。菅官房長官稱「状況時時刻刻都在變化。會諮詢專家意見，再決定是否延長」[29]。
- 5月1日，安倍首相從經濟再生相西村康稔處聽取專家会議結果，表示將延長全国的緊急事態宣言多大約1個月。4日將做出正式決定，召開記者会，請求国民合作。首相對傳媒表示，將「圍繞現在的緊急事態宣言體系大約延長1個月」的方針做決定[30]。
- 5月4日，安倍首相決定，將所有都道府縣的緊急事態宣言延長至5月31日。考慮到長期自我約束造成的影響，準備在疫情不嚴重的地方放寬限制，逐步重開社会經濟活動。預計在14日前分析各地的確診個案数及医療提供体制等情況，爭取在緊急事態到期前解除宣言[31]。
- 5月14日，政府向「基本性對處方針等諮問委員会」提出方案，準備解除包括茨城、石川、岐阜、愛知、福岡等5個特定警戒都道府縣在內，共39縣的緊急事態宣言，委員会認為方案妥当。當中，發生集體感染的愛媛縣是「有条件解除」。剩下北海道、千葉、埼玉、東京、神奈川、京都、大阪、兵庫等8個都道府縣的宣言31日到期，留待21日判断可否解除。[32]。
- 5月19日，大阪、京都、兵庫的最近1星期新增個案数（每10万人口0.5人以下）已達到緊急事態宣言解除基準。在緊急事態宣言仍生效的8個都道府縣，17日前1星期的數字分別是大阪府0.31人，京都府0.23人，兵庫縣0.11人[33]。
- 5月20日，全国知事会提出緊急提議，請求政府判断是否解除緊急事態宣言時，考慮首都圈及關西圈的一体性。由於這些地方社会經濟關聯較強，若分都道府縣解除，疫情可能因人員流動再次擴大。政府準備於21日決定，宣言生效的8個都道府縣可否解除。經濟再生大臣西村表示，「東京及3縣的關東圈，大阪、兵庫、京都的關西圈需要整体判断，這是基本」[34]。
- 5月21日，安倍首相決定，解除因病毒疫情，對大阪、兵庫、京都3府縣發出的緊急事態宣言。北海道、千葉、埼玉、東京、神奈川等5都道縣是否解除，則留待25日判断，稱「若可能，希望不到31日即解除」[35]。
- 5月24日，大阪、兵庫、京都等關西3府縣迎來緊急事態宣言解除後首個周末，商業設施及景區重現人潮。在大阪市「第七藝術劇場」，電影愛好者在入口測量体温，並隔位就坐。大阪市的「WHITY UMEDA」有約180間店鋪營業，神戶市的唐人街南京町亦有約半数店鋪營業。3府縣以外亦有不少人在周末外出[36]。
- 5月24日，政府將於25日判断，緊急事態宣言仍生效的東京、神奈川、千葉、埼玉、北海道可否解除宣言。經濟再生大臣西村表示，東京都24日新增個案為14宗，北海道為15宗，「維持減少傾向」，期待能正式解除。厚生勞動大臣加藤稱，「状況改善，医療壓力大幅減少，將聽取專家意見，判断是否解除」。宣言的解除需考慮「感染状況」、「医療提供体制」、「病毒檢測」等監視体制，綜合判断[37]。
- 5月25日，政府決定，解除北海道、埼玉、千葉、東京、神奈川等5個都道縣的緊急事態宣言。公布決定時，安倍首相首先表示，內閣會議將敲定緊急經濟對策中的第2次補充預算案（總額約100兆日圓），及後宣布提前解除宣言，稱「僅僅1個半月，疫情已近平息」，不需等到宣言月尾到期。至於北海道及神奈川縣並未滿足解除基準中，「最近1星期新增個案每10万人口0.5人以下」的目標，安倍就稱，是考慮到医療提供体制等因素，「綜合判断」後決定解除[38]。WHO及後將日本的應對評為「成功」[39]。
- 2021年1月8日，日本首相菅义伟宣布，因COVID-19疫情持续扩大，针对东京都、神奈川县、千叶县和埼玉县发布紧急事态宣言。这是日本第二次就COVID-19疫情宣布进入紧急状态。[40]

#### 特定警戒都道府縣
- 2020年5月3日，政府準備在4日延長緊急事態宣言的同時，於疫情嚴峻的「特定警戒都道府縣」外重開有防疫措施的社会經濟活動。政府將依據4日的基本性對處方針等諮問委員会評估報告，更改政策範圍。防疫措施基本方針包括「緊急事態宣言需要国民齊心，在所有都道府縣防止疫情擴散」，「特定警戒都道府縣需要繼續限制外出」，「特定警戒都道府縣外將更兼顧維持社会經濟活動，事實上容許人数較少的活動」，「按行業種類及設施製作防疫指引」[41]。

### 厚生勞動省、檢疫所
- 国立保健医療科学院提供暫住場所[42]。
- 2020年2月13日，厚生勞動省宣布，若郵輪「鑽石公主号」上的乘客住在無窗房及無法開關窗戶的房間，或是有基礎疾病，可在接受病毒檢測呈陰性後提出下船，轉移至政府提供的住宿設施生活；這政策從80歲以上的高齡乘客開始實施[43]。
- 2月14日，厚生勞動省宣布，21日起實施「衛生環境激變對策特別借貸制度」，面向受新型冠狀病毒感染症影響的飲食店經營者、喫茶店經營者及旅館業經營者[44]。
- 2月17日，厚生勞動省發布「新型冠狀病毒感染症相關諮詢及就診標準」[45]。
- 3月22日，厚生勞動省發布「新型冠狀病毒感染症相關諮詢及就診標準」的解說文件[46]。
- 5月8日，厚生勞動省宣布，修訂「新型冠狀病毒感染症相關諮詢及就診標準」。在記者会上，厚生勞動大臣加藤勝信稱「這只是就診參考，卻被誤解為就診基準」[47]。

#### 国立感染症研究所
- 2020年4月28日公布，「現在在日本流行的病毒，有較大機會是3月末從欧美傳入的第二波。（國內）未發現鑽石公主號的病毒株，中国來的第一波此前亦已受控」[48]。

### 防衛省、自衛隊

#### 2020年1月31日〜3月16日的自主派遣（第1次）
考慮到新型冠狀病毒感染症對策是「無暇等待都道府縣知事等發出請求」，防衛省自衛隊決定以自衛隊法第83条第2項但書規定的災害派遣（自主派遣）形式前往救災。此次支援活動共有4900人次參加，當中約2700人次負責支援「鑽石公主號」，約2200人次負責支援回国者。最大的活動有150名陸上自衛官、約50名預備自衛官及2艘艦船參與。出動部隊主要有陸上總隊司令部下的對特殊武器衛生隊、東部方面衛生隊、第1後方支援聯隊，自衛隊中央醫院亦有派遣医官、看護官、藥劑官等人員，關東補給處用賀支處參與物資支援。
河野防衛大臣在任務中下達大臣命令，要求「自衛隊不能出現確診個案」。除按厚生勞動省標準穿戴口罩、手套及罩衣外，自衛隊還自行決定穿戴防護服，手套亦改為戴2層，並用膠紙封上與防護服的間隙。郵輪方面曾以「令乘客不安」為由，請求不要穿防護服，但隊員並未理會。此次災害派遣行動中，自衛隊員沒有出現確診個案，其他省廳及相關機關則有處理郵輪疫情的人確診。3月16日，對「鑽石公主號」等的支援任務完成，防衛大臣下令結束災害派遣。
主要活動内容
- 2月15日，租用民間郵輪「Silver Queen」，派遣至橫濱港，用作活動隊員的後方支援據点[57]。19日，作業隊員加強防疫措施[58]。3月1日，結束在大黑埠頭的活動。
- 3月8日，結束在外界的活動，改為在自衛隊醫院等地處理確診個案[59]。
- 3月12日，向外界提供陸上自衛隊保存的約35万個口罩，由保管地用賀駐屯地發送[54]。
- 3月16日，河野防衛大臣下令結束災害派遣活動[51]。自衛隊醫院繼續接收患者，若自治体有請求，自衛隊將再次提供支援[51]。

#### 2020年3月28日〜2020年5月31日的自主派遣（第2次）
考慮到需緊急加強邊境措施，防止新型冠狀病毒感染症傳入，「無暇等待都道府縣知事等發出請求」，為進行「新型冠狀病毒感染症邊境對策強化相關救援活動」，防衛大臣再次對自衛隊下達災害派遣（自主派遣）命令。
活動内容方面，主要包括在成田国際機場等地採集病毒檢測樣本，以及將個案送至臨時休息設施，支援其生活。
4月6日起，在自衛隊支援下，提供防衛省共濟組合運營的「Hotel Grand Hill市谷」，用作臨時休息地。
在疫情逐漸受控後，2020年5月31日19時00分，此次自主派遣結束。若都道府縣知事另有請求，將再次出動協助。

#### 都道府縣知事因社區感染發出請求後的災害派遣
以下是都道府縣知事等發出的新型冠狀病毒相關災害派遣請求。此處僅列出都道府縣知事對自衛隊發出的正式災害派遣請求，以自衛隊公布為准，不包括接受都道府縣「委託」進行的活動。截至2020年7月5日15時15分，共有27名都道府縣知事發出過災害派遣請求，請求次數39次。
| 請求來自              | 請求時間         | 請求發往             | 請求、活動内容      | 收隊請求          | 備註、來源               |
| --------------------- | ---------------- | -------------------- | ------------------- | ----------------- | ------------------------ |
| 北海道知事 鈴木直道   | 4月17日10時10分  | 陸自北部方面總監     | 生活支援等          | 4月24日           | [ 63 ]                   |
| 北海道知事 鈴木直道   | 4月28日12時00分  | 陸自北部方面總監     | 教育支援            | 4月29日           | [ 64 ]                   |
| 北海道知事 鈴木直道   | 5月08日08時30分  | 陸自北部方面總監     | 教育支援            | 5月08日           | 即日收隊                 |
| 岩手縣知事 達增拓也   | 6月01日10時30分0 | 陸自東北方面總監     | 教育支援            | 6月05日           | [ 66 ]                   |
| 宮城縣知事 村井嘉浩   | 4月03日19時00分  | 陸自東北方面總監     | PCR檢測支援         | 4月06日           | [ 67 ]                   |
| 宮城縣知事 村井嘉浩   | 4月12日15時00分  | 陸自東北方面總監     | PCR檢測支援         | 4月15日           | [ 68 ]                   |
| 宮城縣知事 村井嘉浩   | 4月20日10時00分  | 陸自第6師團長        | PCR檢測用帳篷搭建等 | 5月01日           | [ 69 ]                   |
| 福島縣知事 内堀雅雄   | 4月22日10時00分  | 陸自第6師團長        | 生活支援、職員教育  | 4月28日           | [ 70 ]                   |
| 群馬縣知事 山本一太   | 4月30日18時00分  | 陸自第12旅團長       | 教育支援            | 5月02日           | [ 71 ]                   |
| 茨城縣知事 大井川和彦 | 4月27日10時30分  | 陸自第1師團長        | 輸送支援、職員教育  | 4月28日           | [ 72 ]                   |
| 埼玉縣知事 大野元裕   | 4月13日16時20分  | 陸自第1師團長        | 宿泊支援等          | 4月20日           | [ 73 ]                   |
| 神奈川縣知事 黑岩祐治 | 4月17日13時00分  | 陸自第1師團長        | 生活支援            | 4月24日           | [ 74 ]                   |
| 千葉縣知事 森田健作   | 4月17日11時05分  | 陸自第1師團長        | 生活支援            | 4月27日           | [ 75 ]                   |
| 東京都知事 小池百合子 | 4月06日17時00分  | 陸自第1師團長        | 陽性患者的生活支援  | 4月13日           | [ 76 ]                   |
| 石川縣知事 谷本正憲   | 4月27日11時00分  | 陸自第10師團長       | 教育支援、輸送支援  | 5月03日           | [ 77 ]                   |
| 石川縣知事 谷本正憲   | 6月16日10時00分  | 陸自第10師團長       | 教育支援            | 6月17日           | [ 78 ]                   |
| 岐阜縣知事 古田肇     | 5月13日14時00分  | 陸自第10師團長       | 教育支援            | 5月14日           | [ 79 ]                   |
| 岐阜縣知事 古田肇     | 5月19日14時20分  | 陸自第10師團長       | 教育支援            | 5月20日           | [ 80 ]                   |
| 岐阜縣知事 古田肇     | 5月21日15時20分  | 陸自第10師團長       | 教育支援            | 5月22日           | [ 81 ]                   |
| 岐阜縣知事 古田肇     | 請求時間不明     | 陸自第10師團長       | 教育支援            | 6月11日           | [ 82 ]                   |
| 三重縣知事 鈴木英敬   | 4月28日15時00分  | 陸自第10師團長       | 教育支援            | 4月30日           | [ 83 ]                   |
| 滋賀縣知事 三日月大造 | 4月27日17時00分  | 陸自第3師團長        | 教育支援            | 5月03日           | [ 84 ] [ 85 ]            |
| 奈良縣知事 荒井正吾   | 4月22日14時00分  | 陸自第3師團長        | 職員教育            | 4月22日15時00分   | 即日收隊                 |
| 大阪府知事 吉村洋文   | 4月23日09時00分  | 陸自第3師團長        | 職員教育            | 4月23日           | [ 87 ]                   |
| 兵庫縣知事 井戶敏三   | 4月13日09時00分  | 陸自第3師團長        | 生活支援            | 4月19日           | [ 88 ]                   |
| 鳥取縣知事 平井伸治   | 6月09日10時00分  | 陸自第13旅團長       | 職員教育            | 6月12日           | [ 89 ]                   |
| 島根縣知事 丸山達也   | 5月01日16時00分  | 陸自第13旅團長       | 職員教育            | 5月07日           | [ 90 ]                   |
| 香川縣知事 濱田惠造   | 4月20日12時00分  | 陸自第14旅團長       | 職員教育            | 4月24日           | [ 91 ]                   |
| 高知縣知事 濱田省司   | 4月10日17時00分  | 陸自第14旅團長       | 陽性患者的生活支援  | 4月16日           | [ 92 ]                   |
| 福岡縣知事 小川洋     | 4月17日18時00分  | 陸自第4師團長        | 患者輸送等          | 4月27日           | [ 93 ]                   |
| 佐賀縣知事 山口祥義   | 4月23日10時40分  | 陸自西部方面總監     | 職員教育            | 4月25日           | [ 94 ]                   |
| 長崎縣知事 中村法道   | 4月03日14時46分  | 海自第22航空群司令   | 急患搬送            | （活動完成）      | 壹岐機場→大村航空基地 間 |
| 長崎縣知事 中村法道   | 4月22日20時00分  | 陸自第4師團長        | 檢体採取支援        | 4月25日，更改内容 | [ 96 ]                   |
| 長崎縣知事 中村法道   | 4月25日13時00分  | 陸自第4師團長        | 医療支援            | 5月10日           | [ 97 ]                   |
| 長崎縣知事 中村法道   | 4月27日17時00分  | 陸自第4師團長        | CT診断車派遣        | 5月14日           | [ 98 ]                   |
| 熊本縣知事 蒲島郁夫   | 4月23日10時45分  | 陸自第8師團長        | 職員教育            | 4月24日           | [ 99 ]                   |
| 熊本縣知事 蒲島郁夫   | 5月25日10時24分  | 陸自第8師團長        | 教育支援            | 5月29日           | [ 100 ]                  |
| 鹿兒島縣知事 三反園訓 | 7月04日21時05分  | 陸自第12普通科連隊長 | 教育支援            | 7月05日           | [ 101 ]                  |
| 沖繩縣知事 玉城丹尼   | 4月2日15時30分   | 陸自第15旅團長       | 職員教育、患者輸送  | 4月30日           | [ 102 ]                  |

#### 備註
參與邊境對策的隊員数（截至5月27日）：約8,600人次
生活支援者数（截至5月27日）：約16,980人次
參與職員教育的隊員数（截至5月25日）：約1,300人次
教育支援實施者数（截至5月25日）：1,650人次
以上來源：

### 国家安全保障会議「緊急事態大臣会合」
由於疫情構成国家安全保障会議設置法規定的「重大緊急事態」，自国家安全保障会議2013年設立以來，6年多從未召開過的「緊急事態大臣会合」（期間召開過「四大臣会合」及「九大臣会合」）於2020年1月31日首次召開，及後平均每星期召開1次（截至3月10日）。在加強對部分疫情嚴重的国家及地區實行的外国人入境限制時，考慮到措施不僅影響日本国内，還會對外交造成重大影響，做出決定前會召開「緊急事態大臣会合」商討。

### 聯絡会議
聯絡会議是安倍首相、菅官房長官、加藤厚生勞動大臣等人商討應對策略的会議，2020年1月下旬起，幾乎每日都有召開。政策在提交對策本部討論前，會先在此處由相關閣僚進行實際議論。當局將新型冠狀病毒指定為「歷史的緊急事態」時，指這會議並非「政府做出決策的会議」，毋須留下會議記錄。對外公開的議事概要中，20〜50分的會議，討論内容只有6〜19行，完全沒有記錄安倍首相等政府高官的發言，被質疑會阻礙日後檢視決策過程。

## 自治体
2020年4月7日，對埼玉縣、千葉縣、東京都、神奈川縣、大阪府、兵庫縣、福岡縣等7個都府縣發出緊急事態宣言，5月6日前有效。4月16日，生效範圍擴至所有都道府縣。5月4日，緊急事態宣言有效期延至5月31日。5月14日，解除39縣的非常事態宣言，北海道、千葉縣、埼玉縣、東京都、神奈川縣、京都府、大阪府、兵庫縣等8個都道府縣除外。5月21日，應實施緊急事態措施的区域改為北海道、埼玉縣、千葉縣、東京都及神奈川縣，京都府、大阪府、兵庫縣不再屬於應實施緊急事態措施的区域（「新型冠狀病毒感染症緊急事態宣言相關公示全部變更公示」同年5月21日的官報特別号外第66号）。5月25日，因不再需要實施緊急事態措施，宣布緊急事態結束（「新型冠狀病毒感染症緊急事態解除宣言相關公示」同年5月25日的官報特別号外第68号）。

確診個案数1～10位的都道府縣

### 北海道
2020年2月28日，在全國疫情最嚴重的北海道，鈴木直道知事發出「新型冠狀病毒緊急事態宣言」，呼籲避免外出。3月19日解除宣言，及後疫情反彈，4月再次發出「北海道、札幌市緊急共同宣言」。

### 青森縣
2020年4月30日，青森縣教育委員会決定，5月7日起縣立学校復課。

### 栃木縣
栃木縣遊技業協同組合呼籲栃木縣，不要請求波子機店停業。

### 埼玉縣
2020年4月24日，大野元裕知事承認埼玉縣内有2名診断為輕症的患者在家等待期間死亡，縣需要負上責任，表示將改變方針，不再容許無基礎疾病的輕症者及無症状者在家療養。

### 東京都

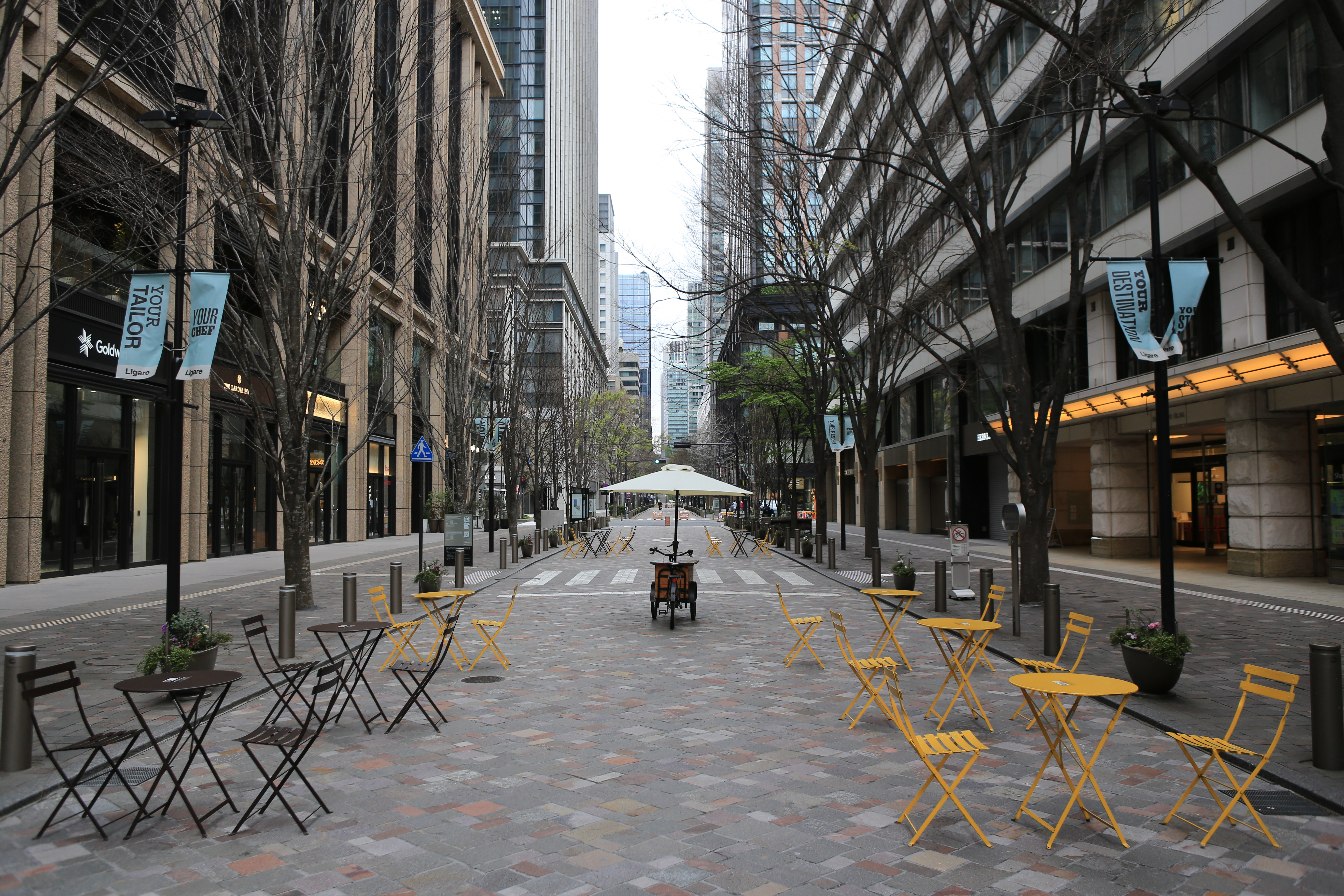
在避免外出請求下，2020年4月5日周日午間人流稀少的

2020年3月25日，東京都新增41宗確診個案，比前一日17宗增加一倍以上，亦創下單日新增數新高。小池百合子知事召開緊急記者会，認為正面臨「感染是否爆發的重大局面」，「再這樣下去，會引致封城（都市封鎖）」。3月27日，因應確診個案急增，東京都知事小池百合子表示「感染是否爆發的重要分水嶺」已來臨，呼籲周末及晚間避免外出，同時呼籲不要去上野公園、井之頭公園、代代木公園、砧公園等82處都立公園或河邊聚会或賞花，部分公園路徑亦已關閉。
因應4月7日的緊急事態宣言，小池知事於同日發声明請求避免外出，及後與担当大臣西村康稔會面，4月10日公布設施停業請求的具體内容。

#### 東京警報
東京都表示，東京警報可「將都内疫情明確告知各位都民，呼籲提高警戒」，透過及時發出警戒資訊，防止疫情再次擴大。東京警報只是都發出的警戒呼籲，不會限制都民生活。
由於东京都新增确诊人数有所反弹，疫情可能從夜間繁華地段及醫院蔓延，6月2日晚東京都发出“东京警报”，彩虹大橋及東京都廳點上紅色燈光。記者佐佐木俊尚在電台節目稱，「不清楚何為東京警報，於是用搜尋引擎搜尋，發現沒有網站或新聞介紹應該如何應對」，認為東京警報不夠簡明易懂。Diamond社以「鮮紅的彩虹大橋人群聚集 新基準被批評難以理解」、「停業請求基準與警報無關 發出才10日就輕易廢止」等小標題，批評東京警報的問題。
警報發出10日後，东京都一周的平均单日新增病例低于20例，6月11日晚，东京都解除了“东京警报”，并决定从次日零时起进入放松限制的第三阶段。6月12日，小池都知事宣布結束東京警報及分階段停業請求安排。15日，決定重新審視警報發出基準。警報解除後2星期（6月12〜25日），總共錄得500宗確診個案，是此前2星期（5月29〜6月11日）總計252宗個案的幾乎2倍。東京都擔心經濟活動會再次停止，對再次發出警報姿態慎重。

### 神奈川縣
2020年4月19日，神奈川縣向傳媒公開酒店「APA Hotel＆Resort橫濱Bay Tower」内部情況，將於20日起接收輕症患者。
5月1日，對不聽從停業請求的波子機店發出停業指示。

### 石川縣
2020年3月末，石川縣知事谷本正憲對東京都民稱「歡迎無症状者來訪」，4月10日改變態度，指「必須盡力防止人員進入石川縣」。
4月13日，石川縣自行發出緊急事態宣言。

### 福井縣
2020年4月14日，福井縣自行發出緊急事態宣言。

### 岐阜縣
2020年4月10日，岐阜縣自行發出非常事態宣言。

### 愛知縣
2020年4月10日，愛知縣自行發出緊急事態宣言。

### 三重縣
2020年4月10日，三重縣自行發出感染擴大阻止緊急宣言。

### 京都府
2020年4月10日，京都府及京都市請求加入政府的緊急事態宣言生效地區。5月7日，京都市自行發布新準則，為防集團感染，與確診個案有接触的人，無論有無症状，均進行病毒檢測。

### 大阪府
2020年3月19日，知事吉村洋文與兵庫縣知事井戶敏三共同請求民眾，若無緊急需要，不要在3月20日-22日的三天假期往返大阪兵庫兩府縣。
4月8日，吉村知事公布，3日至7日收集有意供輕症患者等用作住宿療養地的酒店後，共有98間機構響應，涉及202間設施，共2万1千個房間。4月13日宣布，第1間酒店定為『Super Hotel大阪天然温泉』（400室）。
5月5日，吉村知事公布府此前設定的數項基準，包括何時解除避免外出請求及停業請求，以及再次發出請求的数值基準。由於政府及国家對策本部未有公布過数值基準相關指引，是大阪府自行提出，故又称「大阪模式」。吉村當天接受採訪時，認為這類基準本應由国家提出。同日公布的大阪模式，評估時使用以下指標。
1. 新增確診個案中，感染路徑不明者相比上一周的增加数
2. 新增確診個案中，感染路徑不明者人数
3. PCR檢測陽性率
4. 提供給重症患者的病床使用率

5月6日，經濟再生担当大臣西村康稔談及吉村知事的意見，稱「他是不是搞錯了甚麼，有很強的違和感」，「（對店鋪）發出停業請求及解除（是知事的權限），他当然有責任說明」，對意見感到不快。

### 兵庫縣
2020年3月19日，知事井戶敏三與大阪府知事吉村洋文共同請求民眾，若無緊急需要，不要在3月20日-22日的三天假期往返大阪兵庫兩府縣。
5月1日，兵庫縣對不聽從停業請求的波子機店發出全国首個停業指示。

### 廣島縣
2020年4月21日，廣島縣知事湯崎英彦稱考慮使用分發給縣職員的10万日圓給付金，隨後撤回。

### 香川縣
2020年4月14日，香川縣自行發出緊急事態宣言。

### 福岡縣
2020年4月14日，福岡市長宣布支援措施，包括向聽從停業請求的中小企業等發放上限50万日圓的租金補助。
5月29日，北九州市市長北橋認為，都市「正處於第2波（疫情）正中」。同市已出現21宗確診個案，市内有2處医療機構出現感染群組（感染集團）。福岡縣知事小川表示「有很強的危機感」。

### 沖繩縣
2020年4月20日，沖繩縣自行發出緊急事態宣言。

## 年表

### 2020年

#### 1月
- 1月21日，外務省對中国全境發出感染症危險資訊級別1(提請注意)[167]。23日，在管轄武漢市的日本駐華大使館設立對策本部[167]，並開設專題網站，介紹感染症應對[42]。24日，對湖北省發出感染症危險資訊級別3(促請停止旅行)，中国全境其他地方維持級別1[167]，外務本省成立任務組[167]（26日改組為對策室）。25日，駐華大使館開設面向滯留武漢國人的熱線 [167]
- 1月26日，安倍首相在記者会上表示，將透過派遣包機等方式，讓所有希望回國者回国。在日中外相電話会談上，當局請求中国幫助確保國人安全[167]。外務省向武漢派遣大使館職員。警察廳改組對策本部，由警備局長擔任長官。消防廳設置消防廳災害對策室，由救急企画室長擔任長官（第一次應急体制）。
- 1月27日，安倍首相在第201回国会的眾議院預算委員會審議2019年度補充預算時，表示會將疾病定為「指定感染症」，以便国内出現確診個案後，可依感染症預防法發出強制入院等的命令[168]。28日，內閣會議通過政令，同日公布[169][170][註 4]。
  - 同日，日本駐華大使館10名職員(含特命全權公使及医務官)進入武漢市[167]。當局在互聯網、電視、報章上刊登新型冠狀病毒感染症相關廣告[42][177]。28日，向武漢派遣包機，幫助撤僑國人回国。29日，206人經包機抵達羽田機場，包機並向當地滯留國人及中国方面提供支援物資[167]。30日，210人經第2班包機抵達羽田，包機同樣提供支援物資[167]。31日，149人經第3班包機抵達羽田，包機同樣提供支援物資[167]。
- 1月30日，設置新型冠狀病毒感染症對策本部[178]。以下省廳設置對策本部。

- 總務省：向地方公共團体，各廣播、通信、郵政業者提供資訊。
- 警察廳：改組對策本部，長官從警備局改為警察廳次長。提供警察大学校的設施，用作暫住場所（2月2日轉移至税務大学校）。
- 消防廳：第三次應急体制。
- 財務省（本省）、關稅局(税關本部)：提供税關研修所、税務大学校和光校舍、西原研修廳舍（2月2日轉移至税務大学校），用作暫住場所。
- 經濟產業省1月31日設置對策本部，請求政府系金融機構向中小企業等貸款及要求還款時，考慮疫情的影響。
- 環境省：發出生物醫療廢物處理相關通知，指示向管轄設施的使用者推廣酒精消毒。
- 農林水產省：管轄的筑波研修設施接收撤僑國人。提供約12万份食物。派遣職員至暫住場所。
- 国土交通省（本省）、海上保安廳：對入国者發放問卷及健康卡調查，並播放提示訊息。透過海上保安廳MICS及航行警報，航空局NOTAM提供入境限制資訊

厚勞省、防衛省另行記載。
- 1月31日，召開第二、三回對策本部会議[167]。安倍首相在晚間的對策本部上表示，考慮到WHO發出緊急事態宣言，以及出現無症状感染者，前述「指定感染症」的相關政令將提前至2月1日早間0時施行；1日早間0時起，入国申請前14日内去過湖北省的外国人，以及持有在湖北省發行的護照的外国人將被拒絕入境[182][183]。拒絕入境時，將引用出入國管理及難民認定法第5条第1項第14号的「上陸拒否」規定[註 5][184]。除通知各相關機關外，1月31日夜〜2月1日清晨，由海上保安廳透過MICS及航行警報告知船舶[179]，国土交通省航空局透過NOTAM告知飛機[180]。
  - 同日，防衛省自衛隊及防衛大臣河野太郎宣布，考慮到政府新型冠狀病毒感染症對策本部的方針，需緊急防止新型冠狀病毒感染症疫情擴大，「無暇等待都道府縣知事等發出請求」，為「救援因新型冠狀病毒感染症疫情影響回国的國人等」，將下令實施自衛隊法第83条第2項但書規定的災害派遣（自主派遣）[52]。
  - 同日，外務省將除中国湖北省外，中国全境的感染症危險資訊提升至等級2，請求避免不必要、非緊急的旅行[185]。

#### 2月
鑽石公主號郵輪集體感染

2月1日，郵輪鑽石公主號有乘客在香港確診，郵輪在那霸港接受檢疫。2月3日，郵輪停靠在横濱港大黑埠頭近海，接受船内檢疫，5日驗出確診個案。2月19日，船内3011人已完成檢測。21日，乘客已下船。

22日，日本災害医学会發表抗議声明，指從武漢搭包機回国的約800人、參加鑽石公主号檢疫工作的医療人員及其家人，在職場等地遭遇不公待遇及欺凌。

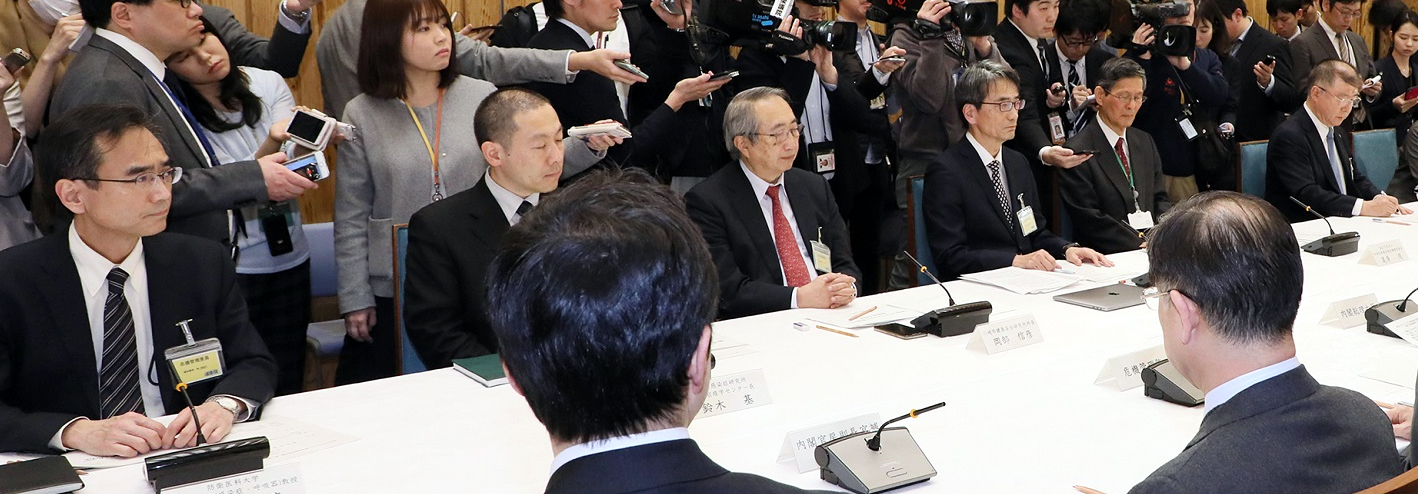
新型冠狀病毒感染症對策本部的新型冠狀病毒感染症對策專門家会議開会（2020年2月16日於總理大臣官邸）

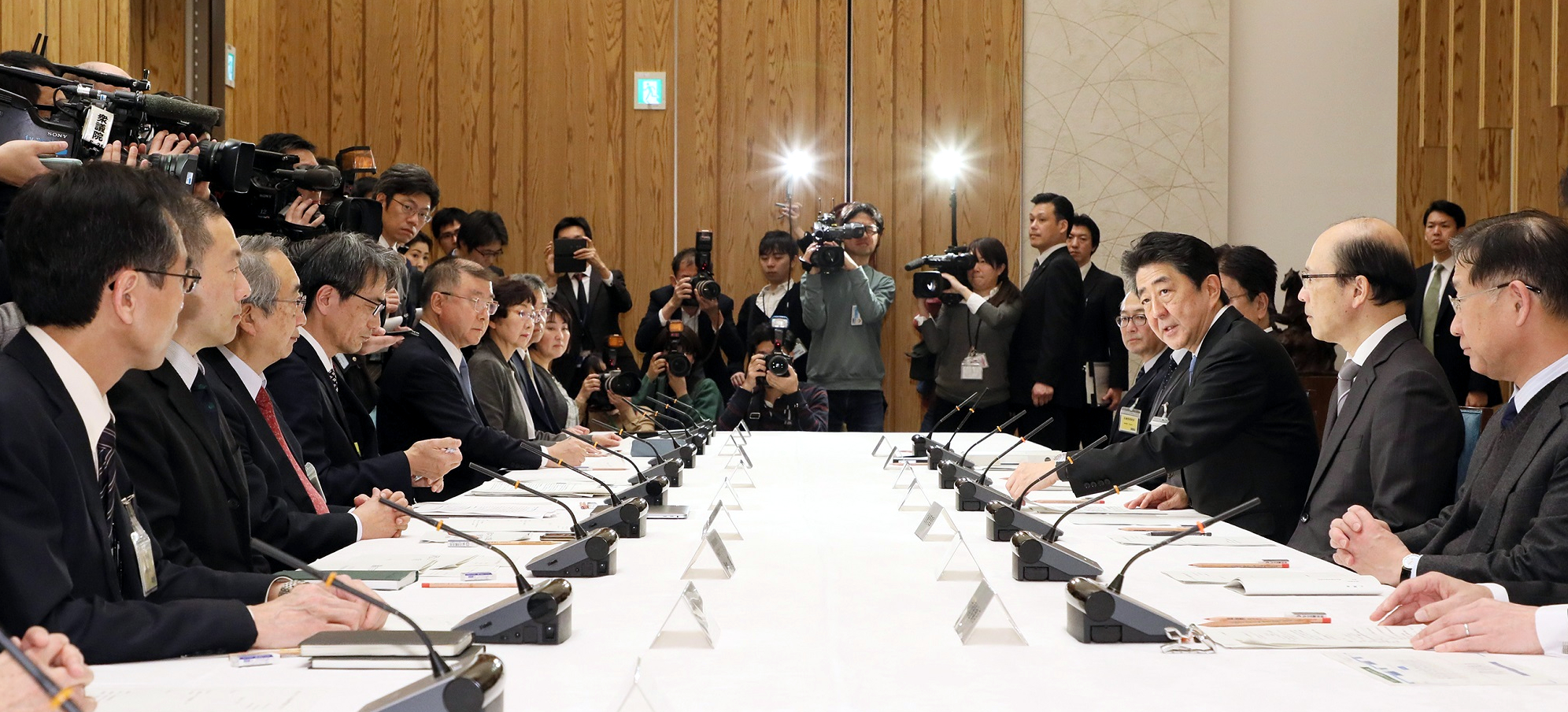
新型冠狀病毒感染症對策本部的新型冠狀病毒感染症對策專門家会議開会（2020年2月16日於總理大臣官邸）

- 2月1日，一名負責接收回国者的内閣官房男性職員在国立保健医療科学院内死亡。從現場状況來看，被認為是跳樓自殺[187]。
- 2月3日，文部科学省準備在2月7日承認2宗依卡塔赫納法發出的大臣確認申請，容許進行相關的病毒基因工程實驗。政府請自治体通知各認定兒童園，如何應對新型冠狀病毒[42]
- 2月7日，厚生勞動省開始公布COVID-19的病毒檢測數[188][註 6]。
- 2月12日，法務省宣布，需緊急禁止外国人入境時，將引用出入國管理及難民認定法第5条第1項第 14 号拒絕入境[190]。出入國在留管理廳宣布，去過湖北省或浙江省，或持有在同省發行的護照的外国人於2月13日起禁止入境[191]。
- 2月13日，防衛省決定，招聘持有医生、護士等衛生資格的預備自衛官[192]。「奧運及殘奧相關新型冠狀病毒感染症對策政府、運動團体間聯絡会議」召開[42]
- 2月14日，設置「新型冠狀病毒感染症對策專門家会議」，2月16日召開首次会議[193][194]。
- 2月16日，厚生勞動大臣加藤勝信表示，因無法找到国内的感染路徑，又出現死亡個案，有必要假定国内疫情出現擴散，在此基礎上採取措施[195]。
- 2月23日，原定於天皇誕生日舉行的皇居一般参賀取消[196]。
  - 27日，國稅廳宣布將所得税申報期限延長1個月至4月16日，個人事業者的消費税受理期限亦由3月31日延長至4月16日，以圖分散壓力，減少聚集[197]。同日，防衛省決定，陸海空自衛隊各設施及部隊在3月底前舉行的儀式，以及基地等的對外開放均取消或延期[198]。
- 2月24日，專家會議表示，「接下來1〜2個星期，是疫情擴大或平息的分水嶺」[199]。
- 2月25日，厚生勞動省公布「新型冠狀病毒感染症對策基本方針」[200]
- 2月26日，安倍首相請求活動取消或延期，指為防疫情擴大，將請求2星期內的大型運動及活動等取消、延期或縮小規模。受此影響，取消或延期的活動增加[199][201]。同日，通知參加東京奧運交流活動的自治体，進行集訓等活動時需要採取防疫措施[42]
- 2月27日，請求全国学校停課。在總理大臣官邸召開的新型冠狀病毒對策本部上，安倍首相表示，將請求全国所有小学、初中、高中（含公立及私立）、特殊学校自3月2日起停課，直至春假開始[202]。安倍強調這只是請求，沒有強制性，文部科学省及後將請求發給全国相關機構。受此影響，全国幾乎所有中小学及高中等自3月2日起緊急停課，畢業典禮等亦取消或縮小規模。專家会議委員岡部信彦表示，停課請求「決定前未經專家会議討論，是政治判断的結果」[203]。
- 2月29日，安倍首相表示，將在約10日後提出第2輪緊急應對措施，對因停課而暫停工作的家長擴充補貼制度，準備為最壞情況立法，並在3月引入15分鐘快速檢測[204][205]。

#### 3月
- 3月6日，政府決定取消舉辦東日本大震災追悼式典[206]。各受災自治体舉行的追悼式亦陸續取消或延期[207]。
- 3月9日，專家会議公布見解[208]，分析日本「疫情未轉向爆發，一定程度上能撐住」，並舉出集體感染（疾病叢聚）的發生三条件（1.通風不好的密閉空間，2.多人密集，3.近距離說話或發声），呼籲避開滿足這些条件的地方。座長脇田隆字表示，取消活動及停課措施需要等到19日左右才能判斷成效，在這之前需要繼續現在的應對措施[209]。
- 3月10日，疫情的政府應對措施被指定為歷史的緊急事態，政府有義務記錄会議議事錄等資料，方便將來作出檢討[210][211]。
  - 同日，消費者廳基於景品表示法（優良誤認表示）及健康增進法（食品的虚偽、誇大表示），對宣稱能預防新型冠狀病毒的健康食品、負離子發生器、空間除菌商品等互聯網廣告發出改善請求，並提請消費者注意[212]。
  - 同日，內閣會議討論衛生口罩問題，決定依国民生活安定緊急措置法第26条及第37条規定，修訂政令[213]，禁止轉售衛生口罩並制定罰則[214][215]，是首次依同法採取類似措施。11日公布[216]，3月15日施行[217]。
- 3月13日，將新型冠狀病毒感染症加入新型流行性感冒等對策特別措置法規管對象的特別措置法在参議院獲執政及在野党多数贊成，通過[218]。同法列有緊急事態宣言規定，内閣總理大臣安倍晋三表示，將考慮對国民的影響，慎重判断是否發出緊急事態宣言[210][211]。
- 3月16日，防衛大臣河野太郎命令自衛隊，結束持續46日的新型冠狀病毒相關災害派遣（自主派遣）活動[49][50]。自衛隊醫院繼續接收患者，自衛隊將在自治体難以應對時再次提供支援[59]。
- 3月16日晚間，G7首腦舉行緊急電話会議。安倍總理在会後表示，將東京奧運「作為人類戰勝新型冠狀病毒的證明，完整舉辦的想法，得到G7支持」，不過会後的共同声明未有提及奧運[219]。
- 3月18日，外務省向全世界發出級別1的感染症危險資訊（提請多加注意）[220]，是首次對全世界發出感染症危險資訊[221]。
  - 在新型冠狀病毒感染症對策本部会議上，當局表示，將加強對38国入国者的入境限制[222]。
- 3月19日，專家会議表示擔心疫情，指現在仍能撐住，但若某一時間患者突然爆發性增長（「Overshoot」)，令医療服務無法提供，可能必須採取強硬的封鎖措施（封城、關閉店鋪、避免外出等）[223]。同時表示，現時需維持及加強

- 疾病叢聚(患者群組)的早發現、早應對
- 患者早診断，充實對重症者的深切治療，保證医療提供体制
- 市民改變行動模式

這3個基本戰略，並因應各地區疫情，在徹底避開封閉空間活動及集会（同時滿足3条件的地方）等高風險情形的同時，考慮逐步放開感染風險低的活動。
- 3月20日，在新型冠狀病毒感染症對策本部会議上，確認不再延長小學、初中、高中等的停課請求[222]。
- 3月26日，因應東京都内新型冠狀病毒確診個案激增，政府設置基於改正新型流行性感冒對策特別措置法的對策本部（本部長：內閣總理大臣安倍晉三），並在總理大臣官邸召開首次会議。政令第六十号修訂將新型冠狀病毒感染症定為指定感染症等的政令，允許都道府縣知事為防感染症蔓延，封鎖建築物或暫停周邊交通最多72小時[224]。
- 3月28日，安倍首相第3次召開記者会，主要内容如下[225]。
  - 現在未到緊急事態宣言階段，仍能勉強維持
  - 有關新学期是否如期開学，今周召開專家会議，聽取意見
  - 經濟對策果斷大膽，實施的政策組合強大及前所未有。補充預算將在約10日後提交国会。
  - 難以用税金補償活動取消的損失
- 同日，防衛大臣河野太郎對自衛隊下達命令，為加強邊境應對，進入第2次災害派遣（自主派遣）[60]。
- 同日，依新型流行性感冒等對策特別措置法第18条第1項規定，公示新型冠狀病毒感染症對策基本性對處方針[226]。

#### 4月
- 4月3日，長崎縣向海上自衛隊請求災害派遣，幫助運送新型冠狀病毒患者；宮城縣向陸上自衛隊請求災害派遣，支援病毒檢測[67][95]。
- 4月6日，安倍首相表示，將於4月7日向東京都、神奈川縣、埼玉縣、千葉縣、大阪府、兵庫縣、福岡縣發出緊急事態宣言，為期1個月左右[227]。同日，東京都向陸上自衛隊請求災害派遣[76]。
- 4月7日，安倍首相依改正新型流行性感冒等對策特別措置法，向東京都、神奈川縣、埼玉縣、千葉縣、大阪府、兵庫縣、福岡縣等7個都府縣發出緊急事態宣言，4月8日至5月6日生效[228]。
- 4月9日，因應緊急事態宣言，政府決定重新安排原定於4月19日舉行的国事行為立皇嗣之禮，不排除延期舉行[229]。
- 4月10日，高知縣向陸上自衛隊請求災害派遣[92]
- 4月12日，宮城縣向陸上自衛隊請求災害派遣[68]。
- 4月13日，埼玉縣、兵庫縣向陸上自衛隊請求災害派遣[73][88]。
- 4月16日，安倍首相宣布，將緊急事態宣言擴大至所有都道府縣，有效期維持至5月6日不變。北海道、茨城縣、東京都、神奈川縣、埼玉縣、千葉縣、石川縣、岐阜縣、愛知縣、京都府、大阪府、兵庫府、福岡縣等13個都道府縣被指定為特定警戒都道府縣[117][230]。
- 4月17日，神奈川縣、千葉縣、北海道知事、福岡縣向陸上自衛隊請求災害派遣[63][74][75][93]
- 4月20日，宮城縣、香川縣向陸上自衛隊請求災害派遣[69][91]。
- 4月21日決定，原定於4月尾到期的簽證效力及免簽待遇停止措施將再實行約1個月。1月時平均每日有約8万7千名外国人入境，4月底已降至每日約85人。由於發放給孕婦的布口罩出現不合格產品，厚勞省已暫停派發[231]。
- 4月22日，福島縣、奈良縣、長崎縣向陸上自衛隊請求災害派遣[70][86][96]。
- 4月23日，大阪府、佐賀縣、熊本縣、沖繩縣向陸上自衛隊請求災害派遣[87][94][99][102]。
  - 23日，決定將俄羅斯等國加入封關對象，總計增至80多個国家[232]。
- 4月25日，長崎縣向陸上自衛隊請求災害派遣（更改内容）[97]。
- 4月27日，茨城縣、石川縣、滋賀縣向陸上自衛隊請求災害派遣[72][77][84]。
- 4月28日，北海道、三重縣向陸上自衛隊請求災害派遣[64][83]。
- 4月28日，安倍總理在預算委員会表示「某種意義上，精神比（經濟大蕭條）的時候還要緊張」，「是我們首次經歷的状況」[233]。
- 4月29日，長崎縣向陸上自衛隊請求災害派遣（追加請求）[98]。
- 4月30日，群馬縣向陸上自衛隊請求災害派遣[71]。

#### 5月
- 5月1日，專家会議召開，指發出緊急事態宣言後，「新增個案轉向穩定減少，但医療体制的壓力仍然持續」，認為放寬避免外出措施前，「只要新增個案不下降到一定水平，就必須繼續堅持限制外出」[234]。同日，島根縣向陸上自衛隊請求災害派遣[90]。
- 5月4日，政府決定將全国的緊急事態宣言延長至5月31日。
  - 內閣總理大臣安倍晉三表示，延長至31日是因為「要改善医療現場受壓的状況，需要1個月左右的時間」[235]。
  - 當局未提出具体的解除基準。4日再次修訂的基本性對處方針中，指出將考慮疫情及医療提供体制等，「綜合判断」[236]。
  - 當局在13個「特定警戒都道府縣」，請求盡力減少8成的人與人接触，並繼續發出避免外出及停業請求。在其他34縣則不請求減少8成接触[235]。
- 5月4日，專家会議召開。
  - 在會後的記者会上，副座長尾身茂就病毒檢測数比各国少的問題，表示「專家一致認為，應使有需要的人能夠接受檢測，現在做的還不夠。一早就討論這個問題，但進展未如理想，感到受挫」[237]。
  - 專家会議公布「新生活樣式」，希望平衡防疫及經濟活動，當中針對各個生活場景提出具体建議，如購物「由1人或較少人，在非繁忙時段前往」，進餐時「避免使用大盤」等[238][239]。
- 5月8日，北海道向陸上自衛隊請求災害派遣[65]。
- 5月13日，岐阜縣向陸上自衛隊請求災害派遣[79]。
- 5月14日，除東京都、神奈川縣、千葉縣、埼玉縣、大阪府、京都府、兵庫縣、北海道外，39縣的緊急事態宣言解除[240]。
- 5月19日，岐阜縣向陸上自衛隊請求災害派遣[80]。
- 5月21日，大阪府、京都府、兵庫縣等3府縣的緊急事態宣言解除[241]。安倍總理此前發布、延長或解除緊急事態時均有見記者，不過當天就罕有地未召開記者会[242]。時事通信認為，他可能是不想被問到有關黑川弘務的問題[242]。
  - 同日，岐阜縣向陸上自衛隊請求災害派遣[81]。
- 5月25日，對截至5月21日，仍未解除緊急事態宣言的5個都道縣，判断能否解除宣言[243]。
- 5月25日，熊本縣向陸上自衛隊請求災害派遣[100]。
- 5月26日，因應通信需求激增，決定向所有自治体投放共500億日圓，完善光纖網絡。在避免外出請求下，居家就業增多，計劃旨在推進高速通信基礎設施建設，所需經費列入2020年度第2次補充預算案[244]。
- 5月29日，防衛省航空自衛隊的特技飛行隊「藍色衝擊波飛行表演隊」在東京上空飛行，向包括提供治療的医療人員在內，所有參與應對新型冠狀病毒的人表達敬意及感謝之情[245][246]。
- 5月31日，防衛大臣河野太郎命令自衛隊，結束自主派遣[62]。

#### 6月
- 6月1日，岩手縣向陸上自衛隊請求災害派遣[66]。
- 6月9日，政府內閣會議通過決定，表示「難以準確界定何為疫情平息」[247]。此前，安倍首相曾於5月25日在記者会上稱「已基本平息今次疫情」，国民民主党岡本充功及後提出質問主意書，查詢「平息是指甚麼状態」[247][248]。同日，鳥取縣向陸上自衛隊請求災害派遣[89]。
- 6月11日，陸上自衛隊因應岐阜縣請求，實施災害派遣（請求時間不明）。[82]
- 6月16日，石川縣向陸上自衛隊請求災害派遣[78]。

#### 7月
- 7月4日，鹿兒島縣向陸上自衛隊請求災害派遣[101]。
- 7月6日，「新型冠狀病毒感染症對策分科会」召開第1次会議，通過10日起放寬活動舉辦限制的政府提案[249]。西村康稔大臣表示，疫情「與發出緊急事態宣言的4月上旬状況不同，這是共通認識」[249]。
- 7月22日，国家的觀光支援運動「Go To Travel」開始[250]。同日決定，暫緩放寬活動人数限制，入場者数上限維持5000人，直至8月末[251]。被問及「Go To Travel」開始與活動放寬暫緩是否有矛盾，菅官房長官認為「沒有矛盾」[252]。

## 脚注

### 註解
1. ↑  除武力攻撃事態等、存立危機事態、重要影響事態、国際平和共同對處事態、其他規定於自衛隊法第六章「自衛隊行動」的事態、其他有關国防的重要事態等外，有可能對日本安全造成重大影響的緊急事態，且難以透過普通的緊急事態應對体制適當處理的緊急事態。
2. 1 2  此前兩縣出現多宗傳染路徑不明個案，厚生勞動省的集團感染對策班估算大阪府及兵庫縣3月20〜27日可能再多586人，28日〜4月3日可能再多3374人感染[153]。參與文件製作的国立保健医療科学院齋藤智也指這個数值「不是最壞情況，而是若繼續如今應對措施不變，會發生的正常情況」[154]。
3. ↑  停業指示對Phoenix新在家、Phoenix摩耶店、Phoenix長田店發出。截至5月2日，這3間店鋪未理會停業指示，仍在繼續營業[160]。
4. ↑  政令及省令原定於1星期後的2月7日施行，後因世界衛生組織（WHO）於日本標準時1月31日宣布，疫情構成「國際關注的突發公共衛生事件」，當局在1月31日上午的眾議院預算委員会集中審議上表示，會將施行日提早至2月1日[171]。相關政令經內閣會議書面[172]通過，省令則由厚生勞動大臣下令修正，在同日的官報特別号外第5号公布並施行[173][174][175][176]
5. ↑  （上陸拒否）
第五条 符合下列各号任一條件的外国人，不得入境本國。
（略）
十四 除上述各号規定人等外，法務大臣有足夠理由，認定有可能進行危害日本国利益或公安行為者
6. ↑  有報道指，數字是基於都道府縣的報告數量，並不全面[189]。

## 外部連結
- . 總理大臣官邸.   [2020-05-26]. （原始内容存档于2020-05-26）.
- . 厚生勞動省.   [2020-05-26]. （原始内容存档于2020-02-10）.
- . 内閣官房.   [2020-05-05]. （原始内容存档于2020-04-09）.
- (PDF). 農林水產省.   [2020-05-05]. （原始内容 (PDF)存档于2020-05-06）.
- STAY HOME週間（页面存档备份，存于） - 内閣官房
- 「STAY HOME 週間」入門網站 - 東京都